# ستيف رينز
ستيف رينز (بالإنجليزية: Steve Raines)‏ هو ممثل أمريكي، ولد في 17 يونيو 1916 في الولايات المتحدة، وتوفي بنفس المكان في 4 يناير 1996.

## أعمال

### أفلام
- (1953) شين[1]

## وصلات خارجية
- ستيف رينز على موقع IMDb (الإنجليزية)
- ستيف رينز على موقع ألو سيني (الفرنسية)
- ستيف رينز على موقع أول موفي (الإنجليزية)
- ستيف رينز على موقع قاعدة بيانات الأفلام السويدية (السويدية)
- ستيف رينز على موقع كينوبويسك (الروسية)